# 2007 VK184
2007 VK184 est un objet géocroiseur de type astéroïde Apollon découvert le 12 novembre 2007 par le Catalina Sky Survey. En octobre 2011 c'était, avec (367789) 2011 AG5, un des deux seuls objets classés au-dessus du niveau 0 de l'échelle de Turin, qui mesure le risque d'un impact avec la Terre, pour les 100 prochaines années. Il avait alors le niveau 1 sur cette échelle. En janvier 2013, c'est le seul à être classé au niveau 1, (367789) 2011 AG5 ayant été rétrogradé au niveau 0 le 21 décembre 2012, à la suite de nouvelles observations.
Selon la liste Near Earth Object, 99 observations faites sur 52 jours indiquent que l'astéroïde a une probabilité égale à 1 risque sur 2 700 de percuter la Terre le 3 juin 2048. Ces chiffres équivalent à 0,037 % de risque d'impact (ou 99,963 % de non impact). L'astéroïde a un diamètre estimé à 130 mètres et voyage à travers l'espace à une vitesse relative par rapport à la Terre de 15,63 km/s.
Les astéroïdes classés au-dessus du niveau 1 sur l'échelle de Turin sont rares et sont, selon NEO, souvent rétrogradés au niveau 0 après les premières observations.

## Historique
Des observations complémentaires faites entre 18 décembre 2007 et le 4 janvier 2008, évaluaient la probabilité d'impact à 1 risque sur 2 700 pour un impact avec la Terre en juin 2048. Quelques jours plus tard, la probabilité d'impact a été ramenée à 1 risque sur 3 030.
Au 26 avril 2010, le risque d'impact est de 1 risque sur 2 940 pour juin 2048.